# Ryszard Silinicz
Ryszard Silinicz (ur. 30 sierpnia 1909, zm. 5 marca 1988) – polski oficer, polityk emigracyjny.
Podczas II wojny światowej w stopniu porucznika był dowódcą III plutonu Kursu Unitarnego Szkoły Podchorążych Centrum Wyszkolenia Polskich Sił Zbrojnych we Wriewskim w składzie Bazy Armii Polskiej na Wschodzie (Armii Andersa) w strukturze Polskich Sił Zbrojnych w ZSRR.
Po wojnie przebywał na emigracji w Wielkiej Brytanii. Był członkiem Rady Stanu Rzeczypospolitej Polskiej (1971-1972) z ramienia Ruchu Niezależnej Polityki Polskiej, IV Rady Rzeczypospolitej Polskiej (1968-1970) z ramienia Stronnictwa Chrześcijańskiej Demokracji, V Rady Narodowej Rzeczypospolitej Polskiej (1973-1978) z ramienia Chrześcijańskiej Demokracji.
3 maja 1984 został odznaczony przez prezydenta RP na uchodźstwie Krzyżem Kawalerskim Orderu Odrodzenia Polski.